# Erateina haenschi
Erateina haenschi är en fjärilsart som beskrevs av Louis Beethoven Prout 1923. Erateina haenschi ingår i släktet Erateina och familjen mätare. Inga underarter finns listade i Catalogue of Life.